# Hoštice (Kroměříži járás)
Hoštice település Csehországban, Kroměříži járásban. Hoštice Morkovice-Slížany, Troubky-Zdislavice, Litenčice és Honětice településekkel határos. Lakosainak száma 160 fő (2024. január 1.).

## Népesség
A település lakosságának változását az alábbi diagram mutatja:
| Lakosok száma | 560  | 554  | 539  | 414  | 235  | 173  | 155  | 158  | 155  | 160  |
|               | 1869 | 1890 | 1921 | 1950 | 1980 | 2001 | 2017 | 2019 | 2022 | 2024 |